# Serbischer Eishockeypokal
Der Serbische Eishockeypokal war der nationale Pokalwettbewerb in Serbien im Eishockey. Die Bezeichnung Serbischer Eishockeypokal bezieht sich auf die Zeit ab dem Zerfall der SFR Jugoslawien 1991/92. Zu beachten ist, dass von 1992 bis 2003 die aus den Bundesstaaten Serbien und Montenegro bestehende Bundesrepublik Jugoslawien existierte und erst ab 2003 ein Staatenbund Serbien und Montenegro. Erst seit 2006 besteht der heutige Staat Serbien. Daher bezieht sich der Artikel auch nur auf das Gebiet des heutigen Serbiens, auch da nur Mannschaften aus dem heutigen Serbien am Wettbewerb teilnahmen.

## Titelträger
| Saison                        | Sieger                 |
| Jugoslawischer Eishockeypokal |                        |
| 1994/95                       | HK Partizan Belgrad    |
| 1995/96                       | HK Roter Stern Belgrad |
| Serbischer Eishockeypokal     |                        |
| 2007                          | annulliert             |

## Austragung 1994/95
Halbfinale
|  | HK Partizan Belgrad | 12:3 | HK Vojvodina Novi Sad |  |

|  | HK Spartak Subotica | 5:7 | KHK Roter Stern Belgrad |  |

Finale
|  | HK Partizan Belgrad | 6:3 | KHK Roter Stern Belgrad |  |

## Austragung 1995/96
Halbfinale
|  | KHK Roter Stern Belgrad | 5:0 | HK Spartak Subotica |  |

|  | HK Partizan Belgrad | 0:5 | HK Vojvodina Novi Sad |  |

Finale
|  | KHK Roter Stern Belgrad | 9:3 | HK Vojvodina Novi Sad |  |